# Γ-Tokoferol
γ-Tokoferol (gamma-tokoferol) – organiczny związek chemiczny będący jedną z form witaminy E. γ-Tokoferol jest główną formą witaminy E występująca naturalnie w roślinach, lecz ze względu na większe stężenie α-tokoferolu w tkankach ludzkich to właśnie forma alfa uważana jest za główną formę witaminy E. Badania jednakże wskazują na to, że forma gamma również posiada duże znaczenie dla zdrowia człowieka i wykazuje unikalne właściwości, które odróżniają γ-tokoferol od odmiany alfa. Jako dodatek do żywności posiada numer E 308.

## Występowanie
Ponieważ organizm ludzki nie wytwarza witaminy E, musi ona być dostarczana wraz z pokarmem, głównie roślinnym. γ-Tokoferol jest główną formą witaminy E w olejach roślinnych wytwarzanych z kukurydzy, soi, sezamu oraz w orzechach włoskich i ziemnych. Forma gamma stanowi główną formę witaminy E obecnej w zrównoważonej diecie. Badania pokazały, że γ-tokoferol stanowi 30–50% witaminy E zawartej w ludzkiej skórze, mięśniach, żyłach i tkance tłuszczowej.
Dzienna przyjmowana dawka γ-tokoferolu powinna zawierać się w granicach 100–800 mg.

## Właściwości
γ-Tokoferol jest aktywniejszą pułapką dla lipofilowych elektrofili niż α-tokoferol. γ-Tokoferol jest dobrze przyswajany i w znacznym stopniu akumulowany w niektórych tkankach. Metabolizowany jest głównie do 2,7,8-trimetylo-2-(β-karboksyetylo)-6-hydroksychromanu (γ-CEHC), który jest wydalany z moczem. γ-CEHC, ale nie odpowiadający mu metabolit α-tokoferolu, posiada aktywność względem sodu, która może mieć znaczenie fizjologiczne. γ-Tokoferol i γ-CEHC, w odróżnieniu od formy alfa, hamują aktywność cyklooksygenazy, przez co posiadają właściwości przeciwzapalne.
Pewne badania na zwierzętach i ludziach wykazały, że stężenie γ-tokoferolu w plazmie jest odwrotnie proporcjonalne związane z zachorowalnością na choroby układu krążenia i raka prostaty. Ze względu na swoje właściwości kontroli wzrostu i obumierania komórek rakowych, γ-tokoferol ma potencjalne zastosowanie jako lek przeciwko rakowi.